# Partido de los Transportistas
El Partido de los Transportistas es un partido político costarricense de escala provincial de San José, fundado el 4 de enero de 2013 para participar en las elecciones parlamentarias de 2014. Como su nombre lo indica, su función principal es servir de representante político del gremio de transportistas.
El presidente del partido es el taxista Gilberth Ureña, quien también fue candidato a diputado por el primer lugar de la lista de San José. Ureña antes había sido militante del Frente Amplio y del Partido Humanista de Montes de Oca. El segundo lugar le correspondió a Marjorie Lizano, sindicalista del gremio de los camioneros y tesorera del partido.

## Elecciones legislativas
|  | 0.28 % |

|  | 0.23 % |